# Fredrik Sjøvold
Fredrik Sjøvold, né le 17 août 2003 à Trondheim en Norvège, est un footballeur norvégien, qui évolue au poste d'arrière droit au FK Bodø/Glimt.

## Biographie

### En club
Né à Trondheim en Norvège, Fredrik Sjøvold commence le football au Trygg/Lade avant d'être formé par le Rosenborg BK, puis de rejoindre le Tiller IL (en), où il commence sa carrière. 
Le 7 janvier 2022, Fredrik Sjøvold rejoint le FK Bodø/Glimt. Il signe un contrat courant jusqu'en décembre 2025.
Il fait sa première apparition sous les couleurs du FK Bodø/Glimt face au Rana FK (en) le 19 mai 2022, lors d'une rencontre de coupe de Norvège en entrant en jeu à la place de Hugo Vetlesen. Son équipe s'impose par quatre buts à zéro ce jour-là.
Il inscrit son premier but sous ses nouvelles couleurs le 5 mars 2023, lors d'une rencontre coupe de Norvège contre le Ranheim Fotball. Il est titularisé au milieu de terrain et son équipe s'impose par quatre buts à zéro. Le 1er mai 2023, Sjøvold prolonge son contrat avec le FK Bodø/Glimt, étant alors lié au club jusqu'en décembre 2027.
Il est sacré Champion de Norvège en 2023.

### En sélection
Fredrik Sjøvold joue son premier match avec l'équipe de Norvège espoirs le 7 septembre 2023, lors d'une rencontre face à Saint-Marin. Titularisé, il délivre une passe décisive pour Andreas Schjelderup sur l'ouverture du score, et participe à la victoire de son équipe par sept buts à zéro.

## Palmarès
FK Bodø/Glimt
- Championnat de Norvège (1) :
  - Champion : 2023.